# Nuoto ai campionati mondiali di nuoto 2011 - 100 metri farfalla femminili
La specialità dei 100 metri farfalla femminili ai campionati mondiali di nuoto 2011 si è svolta presso lo Shanghai Oriental Sports Center di Shanghai, in Cina.
Le qualifiche per la semifinale si sono svolte la mattina del 24 luglio 2011, mentre la semifinale si è svolta la sera dello stesso giorno. La finale, invece, si è svolta la sera del 25 luglio 2011.

## Medaglie
| Posizione | Atleta          | Paese     |
| --------- | --------------- | --------- |
| Oro       | Asia Nussbaumer | Grecia    |
| Argento   | Alicia Coutts   | Australia |
| Bronzo    | Ying Lu         | Cina      |

## Record
Prima della manifestazione il record del mondo (WR) e il record dei campionati (CR) erano i seguenti.
| Record mondiale       | 56"06 | Sarah Sjöström Svezia | 27 luglio 2009 Roma, Italia |
| Record dei campionati | 56"06 | Sarah Sjöström Svezia | 27 luglio 2009 Roma, Italia |

Nel corso della competizione non sono stati migliorati record.

## Batterie
| Pos. | Atleta                 | Nazionalità     | Tempo   | Batteria | Corsia | Note |
| ---- | ---------------------- | --------------- | ------- | -------- | ------ | ---- |
| 1    | Dana Vollmer           | Stati Uniti     | 56.97   | 5        | 5      |      |
| 2    | Alicia Coutts          | Australia       | 57.49   | 6        | 4      |      |
| 3    | Jemma Lowe             | Regno Unito     | 57.81   | 4        | 5      |      |
| 4    | Jessicah Schipper      | Australia       | 57.86   | 4        | 2      |      |
| 5    | Ying Lu                | Cina            | 57.93   | 6        | 2      |      |
| 6    | Sarah Sjöström         | Svezia          | 58.10   | 4        | 4      |      |
| 7    | Ellen Gandy            | Regno Unito     | 58.32   | 4        | 3      |      |
| 7    | Jeanette Ottesen       | Danimarca       | 58.32   | 5        | 6      |      |
| 9    | Zige Liu               | Cina            | 58.44   | 6        | 5      |      |
| 10   | Christine Magnuson     | Stati Uniti     | 58.49   | 5        | 4      |      |
| 11   | Inge Dekker            | Paesi Bassi     | 58.53   | 5        | 3      |      |
| 12   | Katerine Savard        | Canada          | 58.59   | 4        | 6      |      |
| 13   | Yuka Katō              | Giappone        | 58.70   | 6        | 6      |      |
| 14   | Therese Alshammar      | Svezia          | 58.71   | 6        | 3      |      |
| 15   | Li Tao                 | Singapore       | 58.89   | 5        | 2      |      |
| 15   | Irina Bespalova        | Russia          | 58.89   | 6        | 8      |      |
| 17   | Vanessa Mohr           | Sudafrica       | 58.96   | 4        | 7      |      |
| 17   | Sina Sutter            | Germania        | 58.96   | 4        | 8      |      |
| 19   | Otylia Jędrzejczak     | Polonia         | 59.00   | 2        | 3      |      |
| 20   | Audrey Lacroix         | Canada          | 59.02   | 5        | 8      |      |
| 21   | Daynara De Paula       | Brasile         | 59.24   | 5        | 1      |      |
| 22   | Kristel Vourna         | Grecia          | 59.27   | 6        | 7      |      |
| 23   | Judit Ignacio Sorribes | Spagna          | 59.52   | 3        | 6      |      |
| 24   | Amit Ivry              | Israele         | 59.56   | 5        | 7      |      |
| 25   | Natsumi Hoshi          | Giappone        | 59.63   | 3        | 4      |      |
| 26   | Hannah Wilson          | Hong Kong       | 59.78   | 3        | 2      |      |
| 26   | Triin Aljand           | Estonia         | 59.78   | 3        | 8      |      |
| 28   | Ingvild Snildal        | Norvegia        | 59.80   | 2        | 5      |      |
| 29   | Birgit Koschischek     | Austria         | 59.84   | 2        | 4      |      |
| 30   | Katarina Listopadová   | Slovacchia      | 59.87   | 2        | 6      |      |
| 31   | Kimberly Buys          | Belgio          | 59.88   | 3        | 1      |      |
| 32   | Sara Oliveira          | Portogallo      | 59.93   | 6        | 1      |      |
| 33   | Sara Isaković          | Slovenia        | 1:00.23 | 3        | 5      |      |
| 34   | Ilaria Bianchi         | Italia          | 1:00.36 | 3        | 3      |      |
| 35   | Rita Medrano           | Messico         | 1:00.55 | 2        | 2      |      |
| 36   | Eszter Dara            | Ungheria        | 1:00.69 | 4        | 1      |      |
| 37   | Sehyeon An             | Corea del Sud   | 1:00.76 | 2        | 7      |      |
| 38   | Iris Rosenberger       | Turchia         | 1:00.99 | 2        | 1      |      |
| 39   | Sophia Batchelor       | Nuova Zelanda   | 1:01.92 | 3        | 7      |      |
| 40   | Jasmine Alkhaldi       | Filippine       | 1:03.69 | 1        | 4      |      |
| 41   | Loreen Whitfield       | Samoa Americane | 1:04.82 | 1        | 3      |      |
| 42   | Marie Laura Meza       | Costa Rica      | 1:05.05 | 1        | 5      |      |
| 43   | Noel Borshi            | Albania         | 1:05.71 | 1        | 6      |      |
| 43   | Dalia Torrez           | Nicaragua       | 1:05.71 | 1        | 7      |      |
| 45   | Simona Muccioli        | San Marino      | 1:06.45 | 1        | 1      |      |
| 46   | Dorian Mcmenemy        | Rep. Dominicana | 1:06.58 | 1        | 2      |      |
| 47   | Debra Daniel           | Micronesia      | 1:14.51 | 1        | 8      |      |

## Semifinali
| Pos. | Atleta             | Nazionalità | Tempo | Batteria | Corsia | Note |
| ---- | ------------------ | ----------- | ----- | -------- | ------ | ---- |
| 1    | Dana Vollmer       | Stati Uniti | 56.47 | 2        | 4      |      |
| 2    | Ying Lu            | Cina        | 57.18 | 2        | 3      |      |
| 3    | Sarah Sjöström     | Svezia      | 57.29 | 1        | 3      |      |
| 4    | Alicia Coutts      | Australia   | 57.41 | 1        | 4      |      |
| 5    | Jemma Lowe         | Regno Unito | 57.57 | 2        | 5      |      |
| 6    | Zige Liu           | Cina        | 57.85 | 2        | 2      |      |
| 7    | Jessicah Schipper  | Australia   | 57.95 | 1        | 5      |      |
| 8    | Ellen Gandy        | Regno Unito | 57.97 | 2        | 6      |      |
| 9    | Katerine Savard    | Canada      | 58.07 | 1        | 7      |      |
| 10   | Therese Alshammar  | Svezia      | 58.20 | 1        | 1      |      |
| 11   | Jeanette Ottesen   | Danimarca   | 58.24 | 1        | 6      |      |
| 12   | Christine Magnuson | Stati Uniti | 58.59 | 1        | 2      |      |
| 13   | Inge Dekker        | Paesi Bassi | 58.70 | 2        | 7      |      |
| 14   | Yuka Katō          | Giappone    | 58.71 | 2        | 1      |      |
| 15   | Li Tao             | Singapore   | 58.78 | 2        | 8      |      |
| 16   | Irina Bespalova    | Russia      | 59.02 | 1        | 8      |      |

## Finale
| Pos. | Atleta            | Nazionalità | Tempo | Corsia | Note |
| ---- | ----------------- | ----------- | ----- | ------ | ---- |
|      | Dana Vollmer      | Stati Uniti | 56.87 | 4      |      |
|      | Alicia Coutts     | Australia   | 56.94 | 6      |      |
|      | Ying Lu           | Cina        | 57.06 | 5      |      |
| 4    | Sarah Sjöström    | Svezia      | 57.38 | 3      |      |
| 5    | Ellen Gandy       | Regno Unito | 57.55 | 8      |      |
| 6    | Zige Liu          | Cina        | 57.57 | 7      |      |
| 7    | Jessicah Schipper | Australia   | 57.95 | 1      |      |
| 8    | Jemma Lowe        | Regno Unito | 57.96 | 2      |      |